# Lista instituțiilor de învățământ din Galați
În Galați se află următoarele instituții de învățământ mediu și superior:
- Universitatea „Dunărea de Jos”
- Colegiul Național „Vasile Alecsandri”
- Colegiul Național „Alexandru Ioan Cuza”
- Colegiul Național „Mihail Kogălniceanu”
- Colegiul Național „Costache Negri”
- Colegiul Economic „Virgil Madgearu”
- Colegiul Tehnic „Aurel Vlaicu”
- Colegiul Tehnic „Radu Negru”
- Colegiul Tehnic „Paul Dimo”
- Colegiul de Industrie Alimentară „Elena Doamna”
- Liceul Teoretic „Emil Racoviță”
- Liceul Teoretic „Dunărea”
- Liceul de Artă „Dimitrie Cuclin”
- Liceul Tehnic „Traian Vuia”
- Liceul cu Program Sportiv
- Liceul Teoretic „Mircea Eliade”
- Liceul Teoretic „Sfânta Maria”
- Colegiul Tehnic de Alimentație și Turism „Dumitru Moto”
- Liceul Tehnologic „Carol I”
- Liceul Tehnologic de Marină
- Liceul „Anghel Saligny”
- Grupul Școlar „Simion Mehedinți”
- Liceul Particular „Marin Coman”
- Liceul Particular „Dimitrie Cantemir”
- Seminarul Teologic Ortodox „Sfântul Andrei”